# Yeehaw Junction, Florida
Yeehaw Junction, Florida (енгл. Yeehaw Junction) насељено је место без административног статуса у америчкој савезној држави Флорида.

## Демографија
По попису из 2010. године број становника је 240, што је 21.538 (-98,9%) становника мање него 2000. године.
| Група             | 2000.          | 2010.       |
| Белци             | 6.530 (30,0%)  | 214 (89,2%) |
| Афроамериканци    | 2.565 (11,8%)  | 0 (0,0%)    |
| Азијати           | 584 (2,7%)     | 1 (0,4%)    |
| Хиспаноамериканци | 11.898 (54,6%) | 15 (6,3%)   |
| Укупно            | 21.778         | 240         |